# 올두바이 협곡

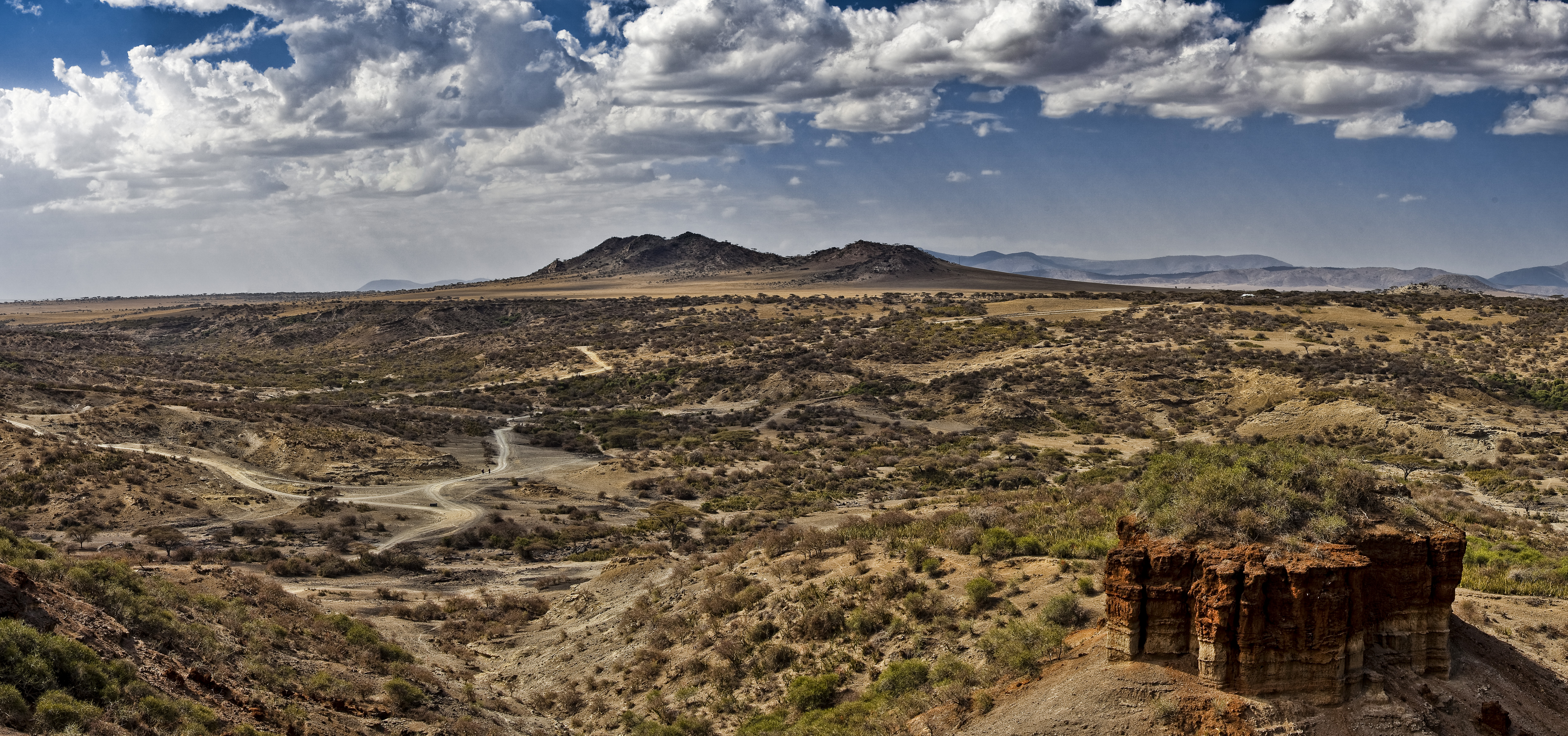
올두바이 협곡의 모습

올두바이 협곡(Olduvai Gorge)은 탄자니아 북부 세렝게티 국립공원 동부에 있는 이곳은 유난히 인류의 화석이 많이 나온 곳으로 유명한 유적지이다. 리키박사는 이 곳에서 호모 하빌리스, 파란트로푸스 로부스투스 등을 발견하였다.
풍부한 동물화석과 함께 고인류의 화석과 석기공작 중 가장 긴 시기에 걸친 고고학 자료가 있다.

## 같이 보기
- 아루샤주
- 화석 인류
- 레이먼드 다트
- 로버트 브룸